# Bléneau
Bléneau ist eine französische Gemeinde mit 1.146 Einwohnern (Stand 1. Januar 2022) im Département Yonne in der Region Bourgogne-Franche-Comté; sie gehört zum Arrondissement Auxerre und zum Kanton Cœur de Puisaye.

## Geografie
Bléneau liegt am Südwestrand des Départements Yonne in der Puisaye, 24 Kilometer nordöstlich von Gien, umgeben von den Nachbargemeinden Saint-Privé, Champcevrais und Breteau. Die Flüsse Loing und Trézée passieren das Gemeindegebiet. An der nordwestlichen Gemeindegrenze verläuft auch das Flüsschen Beaune.

## Geschichte
Im Weiler Hautefeuille, zwischen Bléneau und Saint-Privé wurden Steinwerkzeuge aus der Altsteinzeit gefunden. 
Seit der Zeit des Hundertjährigen Kriegs (1337–1453) hatte Bléneau eine Stadtmauer, die 1791 abgetragen wurde, um daraus die Brücke über den Loing zu errichten.
Im Zuge der Hugenottenkriege marschierten 1570 Teile der protestantischen Truppen des Henri I. de Bourbon, prince de Condé (1552–1588) durch Bléneau. 1587 erreichte Heinrich III. das befestigte Bléneau. Gaspard de Courtenay verweigerte dem König den Zutritt, der daraufhin die umliegenden Dörfer plündern ließ. Am 24. Oktober 1587 zündeten die Belagerer ein Stadttor an und die Bewohner ergaben sich nach fruchtlosen Verhandlungen. Die Stadt wurde daraufhin drei Tage lang geplündert. Die Armee von Henri I. de Lorraine, duc de Guise, vertrieben die Hugenotten aus Champcevrais. Bei Vimory kam es zu einer Schlacht, bei der 900 Hugenotten starben. Die besiegten Soldaten flohen in die Puisaye. Am Ortsausgang von Bléneau in Richtung von Rogny-les-Sept-Écluses gibt es ein Feld, das Champ des Huguenots („Hugenottenfeld“) genannt wird, ein angrenzendes Grundstück trägt den Namen Cimetière des Huguenots („Hugenottenfriedhof“).
Besonders bekannt wurde Bléneau während der Fronde durch das Gefecht bei Bléneau. Am Abend des 6. April 1652 griff Louis II. de Bourbon, prince de Condé die königliche Armee an, die sich in der Puisaye verteilt hatte. Die Vorhut der königlichen Infanterie floh nach Bléneau. Als Henri de La Tour d’Auvergne, vicomte de Turenne dies bemerkte eilte er seinen Truppen zu Hilfe. Südwestlich von Bléneau stellte er Condé eine Falle im Wald (Bois de Dreux). Condé verlor in kurzer Zeit 250 Mann, darunter seinen Maréchal de camp und zog daraufhin weiter nach Châtillon-Coligny. Für den König war somit der Weg nach Auxerre frei, er zog durch Bléneau und übernachtete in Saint-Fargeau.
| Jahr | Einwohner |
| ---- | --------- |
| 1793 | 999       |
| 1851 | 1709      |
| 1881 | 2143      |
| 1931 | 1717      |
| 1962 | 1354      |
| 1982 | 1686      |
| 2008 | 1454      |
| 2018 | 1232      |

1793 erhielt Bléneau im Zuge der Französischen Revolution (1789–1799) unter dem Namen Bleneau den Status einer Gemeinde und wurde Hauptort eines Kantons. 1801 erhielt die Gemeinde durch die Verwaltungsreform unter Napoleon Bonaparte (1769–1821) als Blenau das Recht auf kommunale Selbstverwaltung.

## Kultur und Sehenswürdigkeiten
Bléneau ist mit einer Blume im Conseil national des villes et villages fleuris (Nationalrat der beblümten Städte und Dörfer) vertreten. Die „Blumen“ werden im Zuge eines regionalen Wettbewerbs verliehen, wobei maximal drei Blumen erreicht werden können.
Der Wassergarten Les Jardins d’eau wurde 1994 eingerichtet. Er liegt südöstlich des Ortskerns. Er beherbergt zahlreiche Pflanzenarten, darunter Ahorne, Echte Sumpfzypressen, Chinesische Pappeln, Bambus, Hartriegel, Tulpenbäume und Amberbäume. In den Gärten liegt ein See, in dem sich eine mit Blumen bewachsene Insel befindet.

## Persönlichkeiten
- Gaston Fleischel (* 1885 in Reichshoffen; † 1965), Industrieller, Erfinder des Automatikgetriebes, unterhielt nach dem Ersten Weltkrieg (1914–1918) eine Fabrik in Bléneau am Ufer des Loing[5]

## Wirtschaft und Infrastruktur
Ein wichtiger Erwerbszweig ist der Tourismus. Bléneau ist eine station verte (grüner Urlaubsort). Station verte ist eine Bezeichnung, die Urlaubsorte erhalten können, die weniger als 10.000 Einwohner haben, ein ganzjähriges Freizeitangebot anbieten, ein Fremdenverkehrsbüro besitzen, über mindestens 200 Gästebetten verfügen, ausreichende Einkaufsmöglichkeiten im Ort haben und naturnah sind.